# Powiat Nishisoo
Powiat Nishisoo (jap. 西囎唹郡 Nishisoo-gun) – dawny powiat w Japonii, w prefekturze Kagoshima.

## Historia

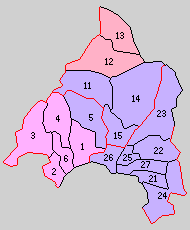
21. Shikine, 22. Shimizu, 23. 東襲山村, 24. Fukuyama, 25. Kokubu, 26. Nishikokubu, 27. Higashikokubu (1889 r.)

Powiat został założony 9 maja 1887 roku w wyniku podziału powiatu Soo na dwa mniejsze powiaty. Wraz z utworzeniem nowego systemu administracyjnego 1 kwietnia 1889 roku powiat Nishisoo został podzielony na 7 wiosek: Shikine, Shimizu, 東襲山村, Fukuyama, Kokubu, Nishikokubu oraz Higashikokubu.  
1 kwietnia 1897 roku powiat Nishisoo został włączony w teren powiatu Aira. W wyniku tego połączenia powiat został rozwiązany.